# ドゥルカア・カンガァール
ドゥルカア・カンガァール（1959年  - ）はインドに亡命した、チベット医学の医師である。

## 若い頃
チベット南部のカイロンで生まれ、1959年のチベット蜂起から約2年後、母親と一緒にネパールを経由してインドに亡命した。その間に2人の兄が亡くなっている。

## 研究
彼女は、伝統的なチベット医学、薬理学、およびチベット占星術で使用される脈拍測定、尿分析、薬用植物およびミネラルを研究した。
1972年から1978年の間に、彼女はダラムサラのMen-Tsee-Khangでチベット医学を学んだ。1978年から1981年まで、彼女は母親である有名なLobsang Dolma Khangkar博士の指導の下で研究を終えた。

## 実践
彼女は1981年以来、ニューデリーの南にあるカルカジでクリニック（Dolkar Herbal Medicine Clinic）を運営しており、ムンバイとハイデラバードで患者を治療している。
彼女はチベット医学について数冊の本を書いている。彼女は癌のスペシャリストと見なされている。

## 家族
彼女と1977年にチベットの知識人K. Dhondupとの間に3人の娘がいて、内2人はまだ存命である。

## 出版物
- Health and harmony through the balance pulse rhythms: the diagnostic art my mother taught me, with Lobsang Dolma Khangkar, Yarlung Publications, 1990（英語）
- Journey into the mystery of Tibetan medicine: based on the lectures of Dr. Dolma, Livre 1, avec Lobsang Dolma Khangkar, Yarlung Publications, 1990（英語）
- Médecin du toit du monde, with Marie-José Lamothe, Editions du Rocher, 1997, ISBN 2268024911（フランス語）
- La méthode bouddhiste de guérison, Guy Trédaniel, 1999, ISBN 2-84445-054-7（フランス語）